# Sun Studio (informatique)
 (septembre 2012).
Pour les articles homonymes, voir Sun Studio.
Sun Studio est un environnement de développement intégré pour les langages de programmation C, C++ et Fortran développé par Sun Microsystems. Sun Studio comprend un compilateur, signifies de debugging et profiling. Il est disponsible pour les plates-formes Solaris SPARC/x86, OpenSolaris et Linux x86.